# アンパンマンの道具一覧
アンパンマンの道具一覧（アンパンマン の どうぐ いちらん）では、アンパンマン・シリーズに登場する架空の乗り物やアイテムについて記述する。
ただし、ばいきんまんが開発したメカ「バイキンメカ」やその他のアイテムについては、それだけで数が非常に多いため、例外的に分離して「バイキンメカ」名義で一覧としている。

## 乗り物一覧
アンパンマンワールドで使われる乗り物は、環境にやさしいクリーンなエネルギーが使われており、現実社会のような設備が整っているが、あくまでもそれらは「水道、ガス、電気のようなもの」である。

### メインの乗り物
アンパンマン号（アンパンマンごう）
初登場回 - TV第12話「消えたサンタクロース」
アンパンマンの顔をモチーフとした4輪車両。絵本では『アンパンマンともぐりん』で初登場し、焼きたてのパンを配達するための車になっている。『それいけ!アンパンマン』では『消えたサンタクロース』にて、アンパンマンたちへのクリスマスプレゼントとしてジャムおじさんたちによって開発された。ジャムおじさんたちの外出時の移動手段であるが、数々の武器を搭載しているため、車両というよりも戦車・移動基地・特殊車両の意味合いが強く、劇中でもかなりの戦果を挙げている。車内には、かまどを始めとしたアンパンマンらの顔の取替えを行うためのパン製造設備が整っているほか、電子機器を満載しており、飛行形態や水上浮遊形態への変形機構を備えている。路面の状態に合わせ、車輪をキャタピラやスキー板に変えることも可能。さらにはかまどの火を利用し火炎放射や、鼻をかたどった部品（バネが仕込まれている）での攻撃である『ノーズパンチ』なる武装も備えている。ノーズパンチ部分を展開することで、落ちてきた物を回収することや、人を助けることが可能。鼻が開くことにより、中からプロペラ・鏡・スプリンクラーなど多彩な兵器を繰り出すことができる。目の部分はサーチライトになっているがばいきんまんに破壊されて使用不能になったことがある。
その他、宇宙船の部品や原子炉を取り付けて宇宙や空でも活動できるようにしたり、主に映画版においては潜水艦のように水中潜行させたりと、さまざまな改修が繰り返されている。なお、量産はされていない。
映画版では、カレーパンマンやしょくぱんまん、ジャムおじさんたち同様、鉄球（『勇気の花がひらくとき』）、招き猫（『夢猫の国のニャニィ』）、芋虫（『ハピーの大冒険』）、ニワトリ（『ブラックノーズと魔法の歌』）など、さまざまな形状に変えられてしまうことが多い。
宇宙船アンパンマン号（うちゅうせんアンパンマンごう）
初登場回 - TV第367話「アンパンマンとてつの星」
こてつちゃんの助けで宇宙飛行用に改造された、スペースシャトル型のアンパンマン号。
サブマリンアンパンマン号（サブマリンアンパンマンごう）
初登場回 - TV第56話「アンパンマンとまいごのマイマイ」
潜水型に改良されたアンパンマン号。後ろからスクリューが出て、水中を深くまで潜れる。
飛行船アンパンマン号（ひこうせんアンパンマンごう）
初登場回 - TV第121話「アンパンマンとナンドバット」
アンパンマン号を改造して作った軟式飛行船。長い距離を飛べる。遠い場所に助けに行く時に使っている。気嚢からノーズパンチを発射することも可能だが、何故かガス（あるいは熱した空気）は抜けない。ジャムおじさん曰く、落雷にも耐えられる。気嚢が破裂してもレバーを引くだけで一瞬で予備のものと入れ替えることができる。
帆船アンパンマン号（はんせんアンパンマンごう）
初登場回 - TV第200話「メロンパンナちゃん誕生」
帆船のマストが取り付けられて長距離飛行が可能になった飛行船アンパンマン号。
アンパンマンの熱気球（アンパンマンのねつききゅう）
初登場回 - TV第39話B「アンパンマンとゆうきのはな」
アンパンマンの顔を模した熱気球。アンパンマン号では行けないところや、自然が多い場所などに出かける際に使用される。バーナーを利用して、アンパンマンの新しい顔を焼くことができる。
ミニアンパンマン号（ミニアンパンマンごう）
初登場回 - TV第86話「おかしな自動車レース」
自動車レース用にジャムおじさんが作ったレーシングカー。アンパンマンの顔半分とマントをモチーフにしている。水上の走行も可能。搭乗者はアンパンマン。
しょくぱんまん号（しょくぱんまんごう）
初登場回 - TV第100話「新しいしょくぱんまん号誕生」
しょくぱんまんが学校などにパンを配達する時に使う、白いトラック。アンパンマン号と同様に様々なギミックが搭載されている。

しょくぱんトラック
初登場回 - TV第3話B「アンパンマンとしょくぱんまん」
しょくぱんまんがしょくぱんまん号以前に使っていたトラック。しょくぱんまん号のような特殊なギミックはなく、ごく一般的な輸送車。第100話「新しいしょくぱんまん号誕生」でばいきんまんに壊されてしまった。
ミニしょくぱんまん号（ミニしょくぱんまんごう）
初登場回 - TV第86話「おかしな自動車レース」
しょくぱんまんが搭乗する自動車レース用のレーシングカー。
しょくぱん号（しょくぱんごう）
初登場回 - 映画第4作同時上映『うたえ!夢のアンパンマン号 - アンパンマンとゆかいな仲間たち（Cパート）』
アンパンマンたいそう大会に参加するためのしょくぱんまんチームの食パン型の車。
カレーパン号（カレーパンごう）
初登場回 - 映画第4作同時上映『うたえ!夢のアンパンマン号 - アンパンマンとゆかいな仲間たち（Cパート）』
カレー号、ヤーダ号、ハンバーガー号が合体してできた車。
カレー号（カレーごう）
アンパンマンたいそう大会に参加するためのカレーパンマンチームのグレイビーボート型の車。
ヤーダ号（ヤーダごう）
アンパンマンたいそう大会に参加するために手作りした、ヤーダ姫チームの円盤型の車。
ハンバーガー号（ハンバーガーごう）
アンパンマンたいそう大会に参加するための金色をしたハンバーガーキッドチームの車。
てんどん号（てんどんごう）
初登場回 - TV第86話「おかしな自動車レース」（TV版）、映画第4作同時上映『うたえ!夢のアンパンマン号 - アンパンマンとゆかいな仲間たち（Cパート）』（映画版）
てんどんまんの顔を模した車。箸を持った両手が付いている。
テレビアニメのてんどん号は、かまめしどんとカツドンマンが動力になって走る車として登場した。てんどんまんが上に乗るのは、あみだくじで勝ったため。エコロジーを考慮しているとジャムおじさんに褒められた。ばいきんまんの妨害で大破してしまうが、部品を持って走った結果、第2位に入賞した。
映画のてんどん号は、アンパンマンたいそう大会に参加するためのてんどんまんチームの車。
カツドン号（カツドンごう）
初登場回 - 映画第4作同時上映『うたえ!夢のアンパンマン号 - アンパンマンとゆかいな仲間たち（Cパート）』
カツドンマンの顔を模した車。アンパンマンたいそう大会に参加するためのカツドンマンチームが作った。
かまめし号（かまめしごう）
初登場回 - 映画第4作同時上映『うたえ!夢のアンパンマン号 - アンパンマンとゆかいな仲間たち（Cパート）』
かまめしどんの顔を模した車。アンパンマンたいそう大会に参加するためのかまめしどんチームが作った。
クリームパンダ号（クリームパンダごう）
初登場回 - 映画第22作同時上映『はしれ!わくわくアンパンマングランプリ』
アンパンマングランプリレース用につくった脚漕ぎ車。空から落ちてきたマギーを避けようとして木に衝突してしまい壊れてしまった。
フラワー号（フラワーごう）
初登場回 - 映画第22作同時上映『はしれ!わくわくアンパンマングランプリ』
クリームパンダ号をベースにフラワーパワーで改良した脚漕ぎ車。車体はクリームパンダ号のままだが色はピンク色の花柄模様に変わりクリームパンダは不満を持っていた。二人で漕ぐ仕組みになっているが最初はクリームパンダが一人で漕いでいた。終盤頑張っているクリームパンダの力になりたいと思ったマギーが一緒に漕ぐことでバイキン号とのデットヒートに打ち勝ち優勝した。

### あ行
アーモンド車（アーモンドしゃ）
初登場回 - TV第511話B「アンパンマンとアーモンド王子」
アーモンド王子が勉強のための旅をする時に乗っているリムジン。後ろのトランクにアーモンドが入っている。ピスタチオが運転している。
あかちゃん号（あかちゃんごう）
初登場回 - 映画第4作同時上映『うたえ!夢のアンパンマン号 - アンパンマンとゆかいな仲間たち（Cパート）』
あかちゃんまんの顔を模した車。アンパンマンたいそう大会に参加するためにあかちゃんまんチームが作った。
アコヤ号（アコヤごう）
初登場回 - TV第90話B「アンパンマンとしんじゅひめ」
アコヤがポッカリ島へ行く時に乗っていた船。大きな貝殻でできている。
あめふりマシン
初登場回 - TV第102話A「アンパンマンとあめふりおに」
あめふりおにとあめふりアメちゃんが乗っているじょうろ型の飛行メカ。別名・じょうろUFO。どんな場所にも雨を降らせることができる。雨雲を発生させたり吸い取ったりすることもできる。
インスタントレンガ製造車（インスタントレンガせいぞうしゃ）
初登場回 - TV第462話B「アンパンマンとレンガくん」
レンガくん、セメントくん、シャベルくんの自動車。丈夫なレンガを作る装置がある。トラックミキサのような外見をしている。
ウッドラー
初登場回 - 映画第4作『つみき城のひみつ』
つみき島を作ったと言い伝えられている、伝説の巨大ロボット。積木で出来た体は壊れてもすぐに再生する。ばいきんまんが乗り込んで大暴れしたが、体の積木を折り紙で包まれて身動きが取れなくなり、大破。積木はおりがみ島とつみき島を結ぶ橋となった。
エクレアカー
初登場回 - TV第1264話B「プリンちゃんとクレヨンの国」
クレヨンの国のクレヨンでエクレアさんが描いたエクレア型の自動車。
えんぴつ虫号（えんぴつむしごう）
初登場回 - TV第241話A「アンパンマンといろえんぴつの島」
いろえんぴつまんが絵を描く手伝いに行く時に乗っている、えんぴつ虫を模した乗り物。

### か行
風袋（かぜぶくろ）
初登場回 - TV第104話B「アンパンマンとかぜこぞう」
かぜこぞうが持っている大きな袋。中の風を自由に吹かすことができるが、かぜこぞうにしか扱えない。飛行も可能。
カップケーキ号（カップケーキごう）
初登場回 - TV第1065話A「アンパンマンとカップケーキちゃん」
カップケーキちゃんの自動車。カップケーキを焼くためのオーブンが付いている。
からくりおまつり号（からくりおまつりごう）
初登場回 - TV第1100話A「ばいきんまんとからくりぐんない」

からくりコイノボリ号（からくりコイノボリごう）
初登場回 - TV第655話A「からくりぐんないとそらとぶこいのぼり」
カラクリぐんないが作った巨大なこいのぼり型の飛行船。
からくりパズルどり
声 - 近藤玲子
初登場回 - TV第36話A「アンパンマンとパズルどり」
パズル島へ案内してくれる気球。
カラクリペンギン号（カラクリペンギンごう）
初登場回 - TV第1561話B「からくりぐんないとペンギンぼうや」

カラクリ木馬（カラクリもくば）
初登場回 - TV第311話B「アンパンマンとカラクリぐんない」
カラクリぐんないが作った木馬でぜんまいで動く。バイキンUFOより高速で走行できる。翼をつけることで空を飛ぶこともできる。
カラクリロボット
初登場回 - TV第539話A「ばいきんまんとからくりランド」
カラクリぐんないが作り搭乗する巨大な木馬型ロボット。カラクリ木馬の数倍の大きさを誇り、だだんだんとも互角に渡り合う。
キャンドルカー
初登場回 - TV第426話B「ほのおくんとキャンドルちゃん」
キャンドルちゃんが作ったきれいなろうそくを積んで町に配るための自動車。
クツベラカー
初登場回 - TV第524話A「ちびぞうくんとクツベラー」
クツベラーの愛車で、靴型の自動車。
クリーナー
初登場回 - TV第57話B「アンパンマンとまじょのマジカちゃん」
マジカちゃんが持っている、何でも吸い込む魔法の掃除機。空を飛ぶことも可能。吸い込ませ過ぎると故障し、暴走したり吸い込んだものを全て吐き出したりしてしまう。その時はマジョママが魔法で直すことが多い。TV第955話A「ばいきんまんとマジカちゃん」では、ばいきんまんに奪われ吸引力がさらに強化されたものに改造された。
雲の飛行機（くものひこうき）
初登場回 - 映画第17作同時上映『くろゆき姫とモテモテばいきんまん』
くろゆき姫（こなゆき姫）が使用する、雲に翼がついた飛行機。

### さ行
スイートジャム号（スイートジャムごう）
初登場回 - TV第1009話B「ジャムおじさんの冒険」
ジャムおじさんたちパン工場のみんなで作った、ジャムおじさん専用の複葉機。骨組みは木製だが主翼はパンでできている。もちろん食べることが可能で上翼なら分け与えても問題なく飛行できるが、水に弱いため濡れるとふやけてまともに飛べなくなる（その分修復は容易で、折れてもチョコレートで接着できる）。元はジャムおじさんが子供の頃に考えたもので、彼が描いた設計図を見つけたことがきっかけで実現した。
すきやき号（すきやきごう）
初登場回 - TV第547話A「アンパンマンとしらたき姫」
しらたき姫が乗っている、牛車型の車。中に畳がしいてある。春菊さんが運転している。
ゼリービーンズカー
初登場回 - TV第798話B「アンパンマンとゼリービーンズくん」
ゼリービーンズの製造タンクを搭載したゼリービーンズ兄弟の愛車。車の後方にあるタンクの上部にある蓋が開いて、ゼリービーンズを虹のように噴き上げる。
空飛ぶじゅうたん（そらとぶじゅうたん）
初登場回 - TV第121話「アンパンマンとナンドバット」
ナンドバットの乗り物の魔法の絨毯。「マジカルミラクルダバダバダー」と呪文を唱えると空を飛び、どこへでも連れて行ってくれる。ドリルの形に変形し地面を掘削することも可能。基本的にナンドバットの呪文や命令次第で動いているが、意志を持っているらしく自ら考えて動くこともできる。基本的にナンドバットの言うことにしか従わず、彼以外の者が一人で乗りこなすのは困難を極める。
空飛ぶどんぶり（そらとぶどんぶり）
初登場回 - TV第5話B「アンパンマンとらーめんてんし」
らーめんてんしが乗っている、大きなラーメンの丼鉢型のUFO。UFOの中には基本的に何もないが、鍋のように使っていたり中から湯気や小さな丼鉢を複数出したりすることが可能であり、その仕組みにばいきんまん達から不思議がられていた。当のらーめんてんしはその仕組みを教えたがらないが、このUFOがないとラーメンを作ることができない模様。材料は豊富にあるが、それに対する燃料を用意していないこともある。

### た行
たこやき号（たこやきごう）
初登場回 - 映画第4作同時上映『うたえ!夢のアンパンマン号 - アンパンマンとゆかいな仲間たち（Cパート）』
アンパンマンたいそう大会に参加するためのたこやきまんチームのタコ型の車。
卵形UFO/卵型UFO（たまごがたユーフォー）
初登場回 - TV第1話「アンパンマン誕生」（1988年〈昭和63年〉10月3日）
ばいきんまん、ドキンちゃん、コキンちゃんが、いずれも初登場時に故郷・バイキン星から乗ってきた宇宙船。鳥の卵のような形をしている。バイキン城の角の先に付いている球とほぼ同じ大きさで、内部は狭い部屋が1つ納まる程度の広さしかない。片道専用で、UFOの卵の殻が割れないと外に出られないため、地球にやってきた時点で役目を終えている。3人の初登場はいずれも地球に飛来した時の話なので、船の初登場回も同じ。
ばいきんまんの卵形UFO
映像としては、テレビアニメ第1話「アンパンマン誕生」に登場した。
ドキンちゃんの卵形UFO
1984年（昭和59年）12月刊行の絵本『アンパンマンとりんごちゃん』で初出している。映像としては、テレビアニメ第13話Aパート「アンパンマンとドキンちゃん」（1988年〈昭和63年〉12月26日）に登場した。アニメでのドキンちゃんの船は飛んで逃げるバイキン城を追い掛けて衝突する。城は撃墜され、船は普通に着陸する。バイキン城はぶつかられた角が根元からポッキリと折れたのに、船のほうは何ともなかった。ばいきんまんが船を蹴った途端に卵の殻が割れたが、割れた直後にドキンちゃんが持っているハート形の目覚まし時計が鳴り始めたので、蹴ると開くのタイミングが偶然合っただけと思われる。船の中にあるドキンちゃんの部屋はクッションが敷き詰められていた。卵の殻の柄は、絵本では白地にオレンジ色の水玉模様、アニメでは赤い地色にオレンジ色の水玉模様だった。絵本版の卵の中には部屋と呼べるようなものは無く、本物の鳥の卵のように殻は粉々の欠片を撒き散らしながら2つに割れ、中から「伸び縮み槍」を持ったドキン（※『ドキンちゃん』ではなく『ドキン』と名乗るスタイル抜群のティーンエイジャーかプレティーンの女子）がいきなり飛び出してくる。
コキンちゃんの卵形UFO
コキンUFOという別名がある。ドキンUFO型のブルーティアーズ号とは別物。
映像としては、2006年（平成18年）7月15日公開の映画第18作同時上映『コキンちゃんとあおいなみだ』で初出した。飛来した船をパトロール中に発見したアンパンマンは墜落すると勘違いして受け止め、そっと地上に下ろす。そうしたところ、中からコキンちゃんが現れた。テレビアニメでは第905話Bパート「アンパンマンとコキンちゃん」に登場している。
チーズバケット号（チーズバケットごう）
初登場回 - TV第504話B「チーズとチーズバケット号」
ジャムおじさんが作った、めいけんチーズ専用の小型の飛行機。「レアチーズと一緒に空を飛びたい」というチーズの願いを叶えるために作られた。ペダルを漕ぐとグライダーのように風に乗って空を飛べる。機体はチーズやパンでできており、食べられて部分的に欠けても粉チーズを振りかけることで回復する。鼻の部分からチーズの砲弾を撃ち出して相手を迎撃することもできる。機体が軽い分、機動性は高いものの、耐久性に欠け、強風や吹雪に見舞われると激しく煽られてコントロールが効かなくなってしまう。ドリアン王女が無断でいじったことがある。
チョコレートパンマンのサイドカー
初登場回 - TV第108話A「アンパンマンとチョコレートパンマン」
チョコレートパンマンが運転するピンク色のサイドカー。
チョコレートマンのスクーター
初登場回 - TV第69話A「アンパンマンのバレンタインデー」
チョコレートマンが運転する茶色のスクーター。スクーターの中にはバレンタインチョコレートが入っている。ライトの部分から「クリームチョコ」を発射することができる。
つみきトラック
初登場回 - TV第101話A「アンパンマンとつみきまん」
つみきまんのトラック。子供たちと遊ぶために大量の積木を積んでいる。
てつの星の輸送船（てつのほしのゆそうせん）
初登場回 - TV第367話「アンパンマンとてつの星」
こてつちゃんたちが操縦する、鉄製品を他の星へ届けるためのロケット型の輸送船。大砲のような発射装置で打ち出される。宇宙船アンパンマン号にパーツを提供したこともある。
ドクター・ヒヤリの歩行型メカ（ドクター ヒヤリのほこうがたメカ）
初登場回 - 映画第7作『ゆうれい船をやっつけろ!!』
ヒヤリ城に乗り込んだメロンパンナをやっつけるために、ドクター・ヒヤリが使用したカニ形のロボット。アームを高速で打ち出して攻撃する。メロンパンナを飛べなくしたが、海の白馬マリンの体当たりを食らって壊れた。
土星ちゃんのUFO（どせいちゃんのユーフォー）
初登場回 - TV第109話A「あかちゃんまんと土星ちゃん」
土星ちゃんが乗ってきた宇宙船。ミルクを燃料にしている。
どなべ車（どなべぐるま）
初登場回 - TV第271話A「アンパンマンとおでん一座」
でんでん一座の土鍋のリヤカー。中におでんが沢山入っている。
どびんUFO（どびんユーフォー）
初登場回 - TV第634話B「ジャムおじさんとどびんむし姫」
どびんむし姫が乗っている、土瓶形の宇宙船。遠い宇宙のどびん星からやってくる。
ドレミファ号（ドレミファごう）
初登場回 - TV第193話A「アンパンマンとドレミファ号」
ドレミくんが乗る、ピアノや太鼓などの沢山の楽器で演奏できる自動車。

### な行
ながれぐも号（ながれぐもごう）
初登場回 - TV第188話B「アンパンマンと空とぶながれぐも号」
モグちゃんの飛行船。空を飛び天気を自由に操り空を綺麗にする。天気を操る装置は操作が難しく、弄り過ぎると天気が元に戻らなくなるおそれがある。一度ばいきんまんに奪われ『バイキンながれぐも号』に改造され、それによる悪戯を食い止めるためにアンパンマンがやむを得ず大破させてしまったが、「自動修理装置」なる機能が付いていたため、一瞬で元に戻った。

### は行
はちみつ号（はちみつごう）
初登場回 - TV第430話B「ちびぞうくんとはちみつおじさん」
はちみつおじさんが乗る、ミツバチ型のワゴン車。
バナナ号（バナナごう）
初登場回 - 映画第4作同時上映『うたえ!夢のアンパンマン号 - アンパンマンとゆかいな仲間たち（Cパート）』
アンパンマンたいそう大会に参加するためのバナナマンチームのバナナ型の車。
はみがき号（はみがきごう）
初登場回 - 映画第4作同時上映『うたえ!夢のアンパンマン号 - アンパンマンとゆかいな仲間たち（Cパート）』
はみがきまんを模した車。アンパンマンたいそう大会に参加するためのはみがきまんチームが作った。
パラソル飛行船（パラソルひこうせん）
初登場回 - TV第381話B「アンパンマンとパラソルひこうせん」
パラソルこぞうたちが操縦する巨大な傘型の飛行船。雨やどりしている人たちに、下部のヒヨコの口から傘を届けてくれる。
バルーンアート号（バルーンアートごう）
初登場回 - TV第1211話A「アンパンマンとバルーンアートさん」
バルーンアートさんが乗る、風船の浮力を利用した空飛ぶ手回しオルガン。ハンドルを回すと心地よい音楽が流れ膨らませた風船を操ることができる。
パンのソリ
初登場回 - 2014年TVスペシャル「アンパンマンとサンタさんへの手紙」
ばいきんまんにソリを壊されてしまったサンタクロースのためにジャムおじさん達が作った、パンで出来たソリ。従来のソリと同じように、サンタクロースやクリスマスプレゼントを乗せてルドルフで引くことができる。
ピザパイスクーター
初登場回 - TV第129話A「アンパンマンとピザパイむすめ」
ピザパイむすめのスクーター。ピザを焼くオーブンが付いている。
ひめさま号（ひめさまごう）
初登場回 - 映画第4作同時上映『うたえ!夢のアンパンマン号 - アンパンマンとゆかいな仲間たち（Cパート）』
アンパンマンたいそう大会に参加するためにお姫様たちが手作りした花型の車。
ヒヤリUFO（ヒヤリユーフォー）
初登場回 - TV第260話「ドクター・ヒヤリとおばけの城」
発明家のドクター・ヒヤリが作った自分用の黄色い一人乗りUFO。キャノピー上部に3本のアンテナがある。バイキンUFO同様、マジックハンドやピコピコハンマーなどの武器を装備している。
ヒヤリコのUFO（ヒヤリコのユーフォー）
初登場回 - 映画第20作同時上映『ヒヤヒヤヒヤリコとばぶ・ばぶばいきんまん』
花をあしらった、ヒヤリコ専用のピンク色のUFO。ピンク色でヒヤリUFO同様3本の角（アンテナ）が、透明なキャノピー上部に取り付けられた外観を有している。マジックハンドを装備している。
ぶたまん号（ぶたまんごう）
初登場回 - 映画第4作同時上映『うたえ!夢のアンパンマン号 - アンパンマンとゆかいな仲間たち（Cパート）』
ぶたまんまんの顔を模した車。アンパンマンたいそう大会に参加するためのぶたまんまんチームが作った。
プリンUFO（プリンユーフォー）
初登場回 - TV第1264話B「プリンちゃんとクレヨンの国」
クレヨンの国のクレヨンでプリンちゃんが描いたプリン型のUFO。
ホタテ号（ホタテごう）
初登場回 - 映画第4作同時上映『うたえ!夢のアンパンマン号 - アンパンマンとゆかいな仲間たち（Cパート）』
アンパンマンたいそう大会に参加するためのドン・キ・ホタテチームの帆立貝型の車。
ポポルのUFO（ポポルのユーフォー）
初登場回 - TV第22話B「アンパンマンとまいごのうちゅうじん」
宇宙人・ポポルが乗る小型の宇宙船。ばいきんまんが修理した。
ホラー号（ホラーごう）
初登場回 - 映画第4作同時上映『うたえ!夢のアンパンマン号 - アンパンマンとゆかいな仲間たち（Cパート）』
アンパンマンたいそう大会に参加するためのホラーマンチームの頭蓋骨型の車。
ボンドカー
初登場回 - TV第1581話B「バタコさんとザーマス・ボンド」
ザーマス・ボンドの愛車。ロケットブースターや助手席の緊急射出、潜水艇への変形など多彩なギミックを搭載している。

### ま行
みかづき号（みかづきごう）
初登場回 - 映画第4作同時上映『うたえ!夢のアンパンマン号 - アンパンマンとゆかいな仲間たち（Cパート）』
アンパンマンたいそう大会に参加するために手作りした、みかづきまんチームの三日月型の車。
みかづきUFO（みかづきユーフォー）
初登場回 - TV第38話B「アンパンマンとみかづきまん」
クロワッサン姫やみかづきまんたちが乗る、三日月型の空飛ぶ乗り物。星のステッキから流星を出すことでスピードアップできる。
ミニヘリコプター
初登場回 - TV第1217話B「ホラーマンとしらたまさん」
ホラーマン専用の背負い式ヘリコプター。バイキン城から移動する際に使用する。
ミシン馬車（ミシンばしゃ）
初登場回 - TV第224話「アンパンマンとジャイアントばいきんまん」
大きなミシンを乗せた、ミシンさん専用の馬車。

### や行
ヤーダ機（ヤーダき）
初登場回 - 映画第2作『ばいきんまんの逆襲』
ヤーダ姫が乗っている空飛ぶスクーター。高速での飛行が可能。最後はヤーダ国の遺跡の地割れで大破するが、『うたえ!夢のアンパンマン号』（『アンパンマンとゆかいな仲間たち』のCパート）にて、メコイスの壺の力で復活したヤーダ国と同時に復元されていたことが判明した。
幽霊船（ゆうれいせん）
初登場回 - TV第398話「アンパンマンと海賊ロブスター（前編）」
幽霊が潜んでいると言われている古びた船。船体から濃霧を噴き出す。海賊ロブスターがこの船に乗りうみがめ島の宝を守っている。ドキンちゃんのけたたましい悲鳴で一度半壊したが、船を乗っ取ったばいきんまん達によって修復・改造された。その後、アンパンマン達とばいきんまん達の宝を巡る戦いにより再び半壊してしまったが、ジャムおじさん達によって白い帆船に作り直された。

### ら行
らーめん号（らーめんごう）
初登場回 - 映画第4作同時上映『うたえ!夢のアンパンマン号 - アンパンマンとゆかいな仲間たち（Cパート）』
アンパンマンたいそう大会に参加するためにらーめんてんしチームが作ったラーメンの丼鉢型の車。

### わ行
わんこ屋台（わんこやたい）
初登場回 - TV第512話B「アンパンマンとわんこちゃん」
わんこちゃんがわんこそばを作る時に使っているリヤカーの屋台。屋台で蕎麦を茹でて、わんこちゃんの頭に入れる。

## アイテム一覧

### あ行
愛の花（あいのはな）
初登場回 - TV第200話「メロンパンナちゃん誕生」
メロンパンナの誕生の元になった、愛を司る花。幻の谷の洞窟に咲いている。
愛の矢（あいのや）
初登場回 - TV第70話B「アンパンマンとキューピッドちゃん」
キューピッドちゃんが持っているキューピッドの矢。当たると人を好きになってしまう。効力は1時間。作中ではキューピッドちゃん以外の使用は禁止と言われている。しかし、ドキンちゃんがしょくぱんまんに当てようとしたが、アンパンマンに止められて未遂に終わったため、当たっていたらどうなるかは不明。
赤い砂（あかいすな）
初登場回 - TV第185話「アンパンマンとひみつの砂時計」
時の老人が瓶の中に詰めている魔法の砂。この砂を浴びた者はひみつの砂時計で全ての時間が停止しても自由に動ける。
アミキンマン
声 - 山本正剛
初登場回 - 2009年TVスペシャル「がんばれクリームパンダ!クリスマスの冒険」
ニットさんが作った毛糸のぬいぐるみとやみるんるんが合体して出来た、ばいきんまんを模した巨大なぬいぐるみ。編み物の国の毛糸を全て奪うためにばいきんまんが作らせた。体から毛糸を触手のように伸ばして操ったり、雪だるまの形に丸まって移動したりする。舌を伸ばして毛糸を奪うこともでき、腕から毛糸の砲弾を発射する。体が柔らかいためかアンパンチやダブルパンチが効かず、魔法の編み棒で元の毛糸に戻すこともできない。ニットさんと魔法の編み棒を体内に引きずり込み、ばいきんまんの攻撃によってダウンしたアンパンマンを遠くへ投げ飛ばし、編み物の国を荒らし回る。駆け付けたカレーパンマンとしょくぱんまんも動けなくするが、ロールパンナのローリングハリケーンによって体を小さくされてしまった。ばいきんまんに活を入れられ気合いを入れ直し、アンパンマンの顔の交換を阻止しようとしたものの失敗に終わり、最後はトリプルパンチによって消滅した。消滅後、アミキンマンが奪ったカバオくん達の編み物やクリスマスツリーは無事に返された。
雨降らしの壺（あめふらしのつぼ）
初登場回 - TV第257話A「ばいきんまんとかさおばけ」
かさおばけがくらやみ森の地下に隠している魔法の壺。雨を降らす能力が封じ込められている。
アリンコ銃（アリンコじゅう）
初登場回 - TV第53話B「アンパンマンとアリンコキッド」
アリンコキッドが持つ2丁の拳銃。色はそれぞれ赤と青であり、赤い方は相手を小さくすることができ、青い方は元の大きさに戻すことができる（なお、一度だけはみがきまんやムシバキンマンを巨大化させたことがある）。
イタイノトンデケダケ
初登場回 - TV第11話A「アンパンマンとイタイノトンデケダケ」
イタイノ山の洞窟に自生している薬用のキノコ。シクシクダケによる食中毒の解毒効果を持っている。ヤコウタケのようにエメラルドグリーンの光を放っている。
いたずらラッパ
初登場回 - TV第84話B「アンパンマンといたずらラッパ」
いたずらキツネが持っている魔法のラッパ。このラッパを吹くと魔法を掛ける音符が出てくる。悪いことに使用されることでひどい音が鳴るが、逆に良いことに使用されると綺麗な音に変わる。音符はいたずらキツネにしか出すことができない。
いのちの星（いのちのほし）
初登場回 - TV第1話「アンパンマン誕生」
アンパンマンとドーリィの命の源である星。ある夜、この星が流れ星となってジャムおじさんの作ったあんパンに降り注ぎ、アンパンマンが誕生した。映画第18作『いのちの星のドーリィ』ではかつて荒野だったアンパンマンワールドにもいのちの星が降ったことで現在の自然豊かな土地になったことが語られている。映画第30作『かがやけ!クルンといのちの星』では、遠い宇宙に存在するいのちの星の故郷から生み出されるという設定が追加された。
ウルトラ真っ白ブラシ（ウルトラまっしろブラシ）
初登場回 - TV第3話A「アンパンマンとはみがきまん」
はみがきまんが持っている大きな歯ブラシ。どんな虫歯でも治すことができる。
大真珠（おおしんじゅ）
初登場回 - TV第90話B「アンパンマンとしんじゅひめ」
ポッカリ島の近海の海底にあるお守りの巨大な真珠。この真珠が無いと島の空と海が荒れ果ててしまうので、しんじゅ姫になったアコヤが守っている。
オーロラの雫（オーロラのしずく）
初登場回 - 映画第15作『ルビーの願い』
ブラックロック島のくらやみの谷にある、雫の形をした魔法の宝石。願いを3つまで叶える力を持つ。ひとつ願いをかなえるごとに徐々に黒く石化していく。ルビーがオーロラの国に帰るために探していたが、3つのうち2つをドキンちゃんとホラーマンがそれぞれ誤って使ってしまい、最後の1つをルビーが赤い鳥への変身に使用すると、完全に石化し最後は砂と化して消滅した。
お掃除マシーン（おそうじマシーン）
初登場回 - TV第21話B「アンパンマンとおそうじまん」
おそうじまんが背負っている掃除機。どんなゴミやカビや汚れでも吸い取ることができる。汚い物を探知するレーダーが付いていて、見つけると自然にスイッチが入る。
オバケ吸い取り掃除機（オバケすいとりそうじき）
初登場回 - TV第260話「ドクター・ヒヤリとおばけの城」
ジャムおじさんがドクター・ヒヤリの作ったなまけおばけ・笑いおばけ・大食いおばけを吸い取るために開発した巨大な掃除機。しかし、吸い込みすぎたためおばけ達を合体させてしまい、巨大おばけを誕生させてしまった。
おもちゃスティック
ルンダが持っていたスティック、途中で無くしてしまう。スティックから放つ光で相手をゼンマイ仕掛けのおもちゃに変える。一度は粉々に砕け散ったが、ゼンマイの力を失ったルンダが蘇ったと共に復元した。
オリガミアンパンマン
初登場回 - TV第151話B「アンパンマンとおりがみちゃん」
アンパンマンを模した大きな折り紙の人形。おりがみちゃんがアンパンマンを助けるために作った。

### か行
カゲライト
初登場回 - TV第71話A「アンパンマンとかげぼうや」
かげぼうやが持っている懐中電灯。
化石の魔王の壺
初登場回 - 「アンパンマンと化石の魔王」
化石の魔王が入っている壺。開けると魔王が出てくる。魔王が倒されると元の壺へ戻って来る。
固まるあんこ（かたまるあんこ）
初登場回 - TV第19話「アンパンマンともぐりん」
もぐりんを倒しに向かうアンパンマンにジャムおじさんが持たせたあんこ。最初は通常の食べられるあんこだが、時間が経つと固まる性質を持ち、体に纏わり付いた状態だと身動きが取れなくなってしまう。もぐりんを使って町中を荒らし回っていたばいきんまんは、これをかけられたため操作ができなくなってしまった。
かつぶし剣（かつぶしけん）
初登場回 - TV第58話B「アンパンマンとかつぶしまん」
かつぶしまんが持っている、鰹節で出来た日本刀。初登場話でばいきんまんに折られてしまい、かつぶしまんはそれがきっかけで蕎麦屋に転身した。TV第347話A「かつぶしまんと鉄火のマキちゃん」では、負傷したかつぶしまんに代わって鉄火のマキちゃんが武器として使用し、バイキンメカザムライ1号の片足を切断してみせた。
カビ取りマシーン（カビとりマシーン）
初登場回 - TV第16話A「アンパンマンとだだんだん」
ジャムおじさんが作った掃除機型のマシーン。カビを乾かして凍らせる冷たい煙を噴射する。アンパンマンがこれを使って、森をカビだらけにしようとしただだんだん1号を破壊した。
からくり遊び隊（からくりあそびたい）
初登場回 - TV第655話A「からくりぐんないとそらとぶこいのぼり」
カラクリぐんないが作ったからくり人形。集団で子供たちと遊んでくれる。
からくり鉄砲隊（からくりてっぽうたい）
初登場回 - TV第539話A「ばいきんまんとからくりランド」
カラクリぐんないが作ったからくり人形。集団で塩水鉄砲を発射し、だだんだんのボディを錆びさせた。
ガラスの靴（ガラスのくつ）
初登場回 - 映画第8作『空とぶ絵本とガラスの靴』
映画『空とぶ絵本とガラスの靴』のキーアイテム。片方は物語前半でカボちゃんが発見し、もう片方はガラスの館に存在した。
カンキリナギナタ
初登場回 - TV第60話B「アンパンマンとかんづめカン太郎」
かんづめカン太郎やその弟達が装備している薙刀。長い柄の先に缶切りを付けたような外見をしている。
キラキラの涙（キラキラのなみだ）
初登場回 - 映画第1作『キラキラ星の涙』
キラキラ星の秘宝の宝石。悪人が持てば悪の魔力を生み出し、善人が持てばその世界は命にあふれ、人々は平和に暮らせると言う能力を持っている。
暗闇の笛（くらやみのふえ）
初登場回 - 映画第22作『ブラックノーズと魔法の歌』
ブラックノーズがカーナに授けた笛。この笛から発せられる『闇の音符』の影響を受けるとうつ病の様な状態になり、まともに動く元気すら無くなってしまう。
黒バラ女王の水晶
初登場回 - 「アンパンマンと黒バラ女王」
黒バラ女王の黒バラが入っている水晶。割れると女王が出てくる。女王が倒されると元の水晶に戻る。
クリスマスの炎（クリスマスのほのお）
初登場回 - 2005年TVスペシャル「アンパンマンのジンジンジングルベル」
クリスマス・イヴが近付くとクリスマスの谷に年に一度燃え上がる炎。不思議な力を秘めており、この炎を帽子に灯したキャンドルちゃんが祈ると、たちまち障害となっていた氷や雪を溶かしたり、なだれおにをブラックなだれおにに変身させていたやみるんるんを追い払ったり、アンパンマンに力を与えたりする。
グルグル水車（グルグルすいしゃ）
初登場回 - 映画第12作『人魚姫のなみだ』
うずまき棒により稼働する水車。さまざまな歯車がかみ合ってできており、海の汚れを取り除く力がある。
グルグル棒（グルグルぼう）
初登場回 - 1990年TVスペシャル「みなみの海をすくえ!」
うずまきまんが持っている、先端に巻貝の付いた魔法の棒。回すと渦潮が起きて、海の汚れを吸い取るが、逆に回すと海は汚れてしまう。映画第12作『人魚姫のなみだ』では、グルグル水車の直下にて回転して水流を起こして、グルグル水車を動かす。
剣（けん、つるぎ）
おむすびまんやナガネギマン、しらたまさんなど剣術を得意とするキャラクターが持っている。騎士に扮したばいきんまんが彼らと互角に戦うために使用することもある。
氷の涙（こおりのなみだ）
初登場回 - 映画第1作『キラキラ星の涙』
氷の女王がコレクションしていた宝石。正体は氷漬けにされた人々の悲しい涙が凍ってできたものだった。融ければ周囲はわけもなく悲しみに襲われて泣いてしまう。
氷の宝石（こおりのほうせき）
初登場回 - 「ロールパンナと氷の女王」
氷の女王が持っている氷でできた宝石。ドキンちゃんに言われたばいきんまんが女王から盗もうとするが、アンパンマンとの戦いに巻き込まれ結局は盗めずに失敗した。

### さ行
サカサマ花（サカサマばな）
初登場回 - TV第366話A「ドキンちゃんのバレンタインデー」
花粉で性別を逆に変化させる紫色の花。変化された者はくしゃみで元に戻る。
シクシクダケ
初登場回 - TV第11話A「アンパンマンとイタイノトンデケダケ」
食べると一日中激しい腹痛に苦しむという毒キノコ。紫地に赤い斑点の入った傘が特徴。イタイノトンデケダケを煎じた薬を飲むことで痛みが治まる。
ジグソーマシーン
初登場回 - TV第207話B「アンパンマンとジグソーくん」
ジグソーくんが持っている掃除機型のマシーン。何でも吸い込み、ジグソーパズルに変える能力を持っている。元に戻すことも可能。
シナモンロールちゃんの杖（シナモンロールちゃんのつえ）
シナモンロールちゃんが持っている杖。棒術や先端からシナモンパウダーを出して相手の視界を奪うことができる。
ジャイアントバナナ
初登場回 - 映画第24作『よみがえれ バナナ島』
バナナ島に古くから言い伝えられている幻のバナナ。非常に大きい。バナナ山にしかないとバンナは言ったが、そこにはないことが判明する。ジャイアントバナナの木が生えると島はますます栄えるといわれている。
ジャンボアンパンマン
初登場回 - TV第224話「アンパンマンとジャイアントばいきんまん」
ミシンさん達が作った、アンパンマンを模した巨大なぬいぐるみ。アンパンマンと力を合わせて、ばいきんまんとジャイアントばいきんまんをやっつけた。
銃（じゅう）
拳銃、機関銃、猟銃、マシンガン、光線銃など。ハンバーガーキッドやアリンコキッドなどのガンマン系のキャラが使用する。西部の町が舞台だとガンマンに扮したばいきんまんが使用することが多い。ただし、弾は実弾ではなく、おもちゃの弾やペンキ爆弾、トリモチや泥水といったもの。
真珠の守り神（しんじゅのまもりがみ）
初登場回 - TV第56話「アンパンマンとまいごのマイマイ」
マイマイ王国のお守りである、大きな真珠。海水の汚れを吸い取って浄化し、再び海に戻している。太陽の光をエネルギーにしている。
スケテルマンの薬（スケテルマンのくすり）
初登場回 - 第568話B「ドクター・ヒヤリとスケテルマン」
ドクター・ヒヤリが発明した薬。この薬を浴びた者は体が透け透けのスケテルマン（いわゆる透明人間）になってしまい周りの人から全く見えなくなるが、みえないまんとは異なり完全に消えるわけではなく、半透明のように見える上、まだ未完成なのか帽子やマントなどの衣類や物質には効果がない。また、透けている部分に絵の具で描くことが可能。時間が経つと効果が切れる。
スタースティック
初登場回 - 映画第11作『勇気の花がひらくとき』
振ることで星を生み出すことができる杖。本当の勇気を持っている者だけが能力を引き出すことができ、終盤でキララ姫が振ることで星が生まれ、アンパンマンが星の中から復活する。
スターフルーツ
初登場回 - TV第596話「アンパンマンとスターフルーツ」
スターナが世話をしている大きな木に実る。願い事を叶える流れ星が生まれるという。実在するスターフルーツとは無関係。
すなおとこのラッパ
すなおとこが持っている細長いラッパ。これを使って砂を自在に操ることができる。ばいきんまんに奪われたことがあった。
すなおとこのトライアングル
鳴らすと三角型の音波が出てきてその音波を浴びた者はピラミッドの形状となり、時間が経つとやがて石へと変化してしまう。
砂の涙（すなのなみだ）
初登場回 - 映画第1作『キラキラ星の涙』
すなおとこが持っていた宝石。砂漠のオアシスの水を封じ込めていた。
聖なるオルゴール（せいなるオルゴール）
初登場回 - TV第121話「アンパンマンとナンドバット」
ナンドバットが黄金の井戸の地下で手に入れた魔法のオルゴール。「マジカルミラクルダバダバダー」と呪文を唱えると音色を奏で雨を降らしたり気象を操ったりする能力を持っている。ナンドバット以外の者が使用することも可能だが、悪用すると箱の色や音色が一変し思い通りに操ることができない。

### た行
ダイヤモンドシュガー
初登場回 - TV第1317話B「シュガーランドと化石の魔王」
シュガーランドの秘宝の金平糖。七色に光輝き、シュガーランドの平和を守っている。
盾（たて）
初登場回 - TV第55話B「アンパンマンとオニオン鬼」
ジャムおじさんが予め作っておいた2枚の盾。アンパンマンとしょくぱんまんの顔がそれぞれ彫られている。ゴロゴロタンクで町を荒らし回るオニオン鬼を止めるためにアンパンマン達に持たせ、日光の反射を利用してタンクを爆破させる。
月のしずく（つきのしずく）
初登場回 - TV第118話A「アンパンマンとムーン姫」
ムーン姫が修行に出るときに父親の王様からもらったペンダント。ムーン姫が立派な王女になった時にこのペンダントの三日月の部分が光る。
デクの棒（デクのぼう）
初登場回 - TV第899話A「ばいきんまんとハテナのとう」
ハテナ姫がばいきんまんにおばけ花を倒した褒美として与えたハテナの塔の宝の一つ。見た目はただの棒きれだが凄まじい破壊力を持つ。
ときめき草（ときめきそう）
初登場回 - TV第41話B「アンパンマンとドキンちゃんのゆめ」
手にした者の恋を叶えてくれるハートの形の花。
トップスター
初登場回 - 2016年TVスペシャル「ポッポちゃんのきらきらクリスマス」
ポッポちゃんが雪の中で見つけたツリートップ。
ドリームフラワーの種（ドリームフラワーのたね）
初登場回 - 映画第22作同時上映『はしれ!わくわくアンパンマングランプリ』
アンパンマングランプリの優勝賞品。咲かせる者の心によって色も形も変わる『ドリームフラワー』を咲かせるという不思議な種。ばいきんまんはこれを「世界一美味しいお菓子」と勘違いし奪おうとしたが、案の定食べられなかったため返され、無事にクリームパンダとマギーの手に渡った。
トンガラ飴（トンガラあめ）
初登場回 - TV第68話B「アンパンマンとトンガラシ」
トンガラシが唐辛子で作った辛い飴玉。食べると冬でも体が暖かくなる。あまりに辛過ぎるために子供達には不評だったが、ジャムおじさんに中に餡を入れた新しいトンガラ飴を作ってもらうことで人気が出た。ただし、現在トンガラシが持ち込んでいるトンガラ飴は元の激辛な飴に戻っており、子供達からは忌避されている。

### な行
投げ縄（なげなわ）
初登場回 第30話A「アンパンマンとハンバーガーキッド」
ハンバーガーキッド、コロッケキッド、ホーレンソウチーフなどカウボーイ系のキャラクターが使用する。相手を拘束するだけでなく、高所から落下した仲間を助けたり、自分が落下した時には崖に引っ掛けることも可能。
なみだ花（なみだばな）
初登場回 - TV第181話B「アンパンマンとなみだ花」
100年に1度、なきむし谷の奥で咲く花。この花の花粉を吸うと、悲しくないのに涙が出て、その泣き声で成長する。ばいきんまんが撒いた花粉で大泣きをした町の人々の泣き声で巨大化したが、かぜこぞうの風袋で花粉を吸い取られ小さくなってしまった。最後はバタコさんが栞用の押し花にした。
虹の玉（にじのたま）
初登場回 - TV第43話A「アンパンマンとにじのくに」
虹の国の秘宝である、虹色の宝玉。虹のを作ったり虹の国を蘇らせたりする能力を持っている。
のびちぢみ槍（のびちぢみやり）
初登場回 - TV第13話A「アンパンマンとドキンちゃん」
ドキンちゃんが持っていた不思議な槍。この槍の赤い部分で突かれると何でも小さくなり青い部分を突かれると巨大化する。テレビ初期にはこれとは別の槍をドキンちゃんが持っているシーンがあったが、1990年前期からは持つシーンが減少した。

### は行
パールスティック
初登場回 - TV第77話A「アンパンマンとパール王子」
パール王子やパール星の人々が持っている魔法の杖。パール王子の杖はいたずらに使われすぎたために、1年間のうちに1回でも使うと黒ずんでしまう。しかし、パール王子が正しいことに使ったと知ったパール女王が元に戻してくれた。
バイキン草（バイキンそう）
初登場回 - TV第300話「ロールパンナのひみつ」
悪い心を作る能力を持っているとても恐ろしい花。ロールパンナの悪い心の元にもなった。
バイキンフルート
初登場回 - TV第414話A「アンパンマンとバイキンフルート」
ばいきん仙人が持っている魔法のフルート。このフルートを吹くことで相手を思い通りに操ることが出来る。
ハテナマント
初登場回 - TV第899話A「ばいきんまんとハテナのとう」
ハテナ姫がばいきんまんにおばけ花を倒した褒美として与えたハテナの塔の宝の一つ。色は赤く、クエスチョンマークが描かれている。
バナナロケット
初登場回 - 映画第24作『よみがえれ バナナ島』
バナナ島からの手紙が中にあるバナナ型のロケットであり、そのことを知っているキャラクターもいる。
パワーアップドリンク
初登場回 - TV第555話「アンパンマンのマーチ」
ドクター・ヒヤリがアンパンマンの顔の欠片から強さの秘密を分析して作った薬。これを飲むことでアンパンマンより強くなれるのだが、まだ最後の一つがわからなかったので、アンパンマンの本当の力の前では敵わない。ばいきんまんはそれを知らずに一気飲みした。
光の玉（ひかりのたま）
初登場回 - TV第195話A「火の玉こぞうとヨウガンリュウ」（TV版）、映画第5作『恐竜ノッシーの大冒険』（映画版）
テレビアニメ版の光の玉は、ヨウガンリュウが守っている宝玉。この玉が無くなるとキンキンコオリ島の火山が噴火してしまう。
映画版の光の玉は、ゴロンゴラ高原のピラミッドにある宝玉。枯れた命の木を蘇らせる能力を持っている。
光の涙（ひかりのなみだ）
初登場回 - 映画第1作『キラキラ星の涙』
虹の谷の洞窟に隠されていた宝石。アンパンマンが封印をといて虹の谷はその名のとおり虹色の美しい谷へと変わった。
飛行機の模型（ひこうきのもけい）
初登場回 - TV第1213話B「アンパンマンとジャムおじさん」
パン工場の倉庫にしまわれていた黄色いプロペラ機の模型。幼少の頃、まだ上手く飛べずに悩んでいたアンパンマンに対し、ジャムおじさんがこの飛行機に準えながら「自分の力だけではなく風と仲良くするように飛ぶことが大切だ」と諭した。アンパンマンに上手く飛べるようになるきっかけを与えてくれた存在である。
ひみつの砂時計（ひみつのすなどけい）
初登場回 - TV第185話「アンパンマンとひみつの砂時計」
時の老人が守っている魔法の砂時計。中には時間の流れを作る『時の砂』が入っている。この砂時計を横に倒すと全ての時間が停止してしまう。
ひみつの宝箱（ひみつのたからばこ）
初登場回 - TV第880話B「ホラーマンとひみつの宝箱」
ばいきん仙人の家の物置に収められていた小さな宝箱。3体のかびるんるんが箱を開けた所、凄まじい力で箱の中へと吸い込まれ、バイキン城を埋め尽くさんとばかりに大量増殖した。最後は、急遽駆け付けたばいきん仙人の魔法により元に戻った。
氷中花（ひょうちゅうか）
初登場回 - 2011年TVスペシャル「アンパンマンとゴミラの城のクリスマス」
ゴミラの城の川に漂っていた氷に包まれた花。ゴミラによって星の形に削られ、クリスマスツリーのトップスターとして飾られる。「バイキンゴミラ」に変身させられたゴミラの暴走によって氷が割れてしまうが、同時に中に閉じ込められていた花が綺麗で温かい花粉を放ち、周囲のゴミを消滅させ、バイキンゴミラを元の姿に戻した。その後、黄金色に輝く本物のトップスターへと姿を変えた。
ファイヤーストーン
初登場回 - TV第277話「すすめ!アンパンマン号」
地底国・モグーにある高温の鉱物。圧倒的なエネルギーを秘めており、この鉱物の一欠片でバイキンUFOが1ヶ月も動き、1グラムで色々な生活に使用できる。
風船人形（ふうせんにんぎょう）
初登場回 - TV第17話A「アンパンマンとうみのあくま」
ジャムおじさんが作った、アンパンマンを模したゴム風船の人形。元々はジャムおじさんがいたずらに使うはずだったが、ばいきんまんの罠のおとりとして活躍した。TV第122話B「アンパンマンとはるのしろ」では、自然に大きく膨らむように改良された。
ふけつ爆弾（ふけつばくだん）
初登場回 - TV第31話B「アンパンマンとふけつまん」
ふけつまんが持っている爆弾。爆発すると周りがごみだらけになり、掃除をする気にもなれないらしい。ばいきんまんが巨大なパチンコでパン工場まで飛ばしたが、利害不一致のドキンちゃんがそのことをパン工場に知らせ、ジャムおじさんの焼いた巨大な食パンでバイキン城に跳ね返されてしまい作戦は失敗に終わる。
フタリニナール
初登場回 - TV第654話「ふたりのロールパンナ」
ドクター・ヒヤリが作った薬。ロールパンナはこの薬をかけられ、良い心と悪い心の二人に分かれてしまった。
ブリキの玩具（ブリキのおもちゃ）
初登場回 - TV第1097話B「アンパンマンとブリキッド」
ブリキッドが配っている様々なブリキ製の玩具。受け取った者の気持ちを移入する力があり、TV第1127話B「アンパンマンと宇宙のブリキッド」では、ばいきんまんに襲われていたブリキッドを心配するカバオくん達の玩具が動き出し、ブリキッドの元へと飛んで行ったことがある。
ブリキのオルゴール
初登場回 - TV第1204話A「あかちゃんまんとブリキッド」
メロディを聴くと眠気を催すオルゴールでブリキッドが配っている玩具の一つ。ばいきんまんがこれを利用してアンパンマンをやっつけようと企み、ブリキッドから大量にオルゴールを貰おうとするが、町中の泣いている赤ちゃんへオルゴールを配りに行くのを手伝わされてしまう。デザインや収録曲は数種類存在する。
プリティーばいきんまん
声 - 中尾隆聖
初登場回 - TV第1264話B「プリンちゃんとクレヨンの国」
クレヨンの国のクレヨンでプリンちゃんとエクレアさんが描いたばいきんまん。当初は目が輝いている点を除けば本物のばいきんまんと瓜二つだったが、勢いに乗った2人がさらにリボンや花飾りを身に付け巨大なものに作り変えた。2人が大好きなばいきんまんをイメージしながら描いた彼の美化され具合には、本人も思わず身震いするほどであった。
紅色ヒトデの髪飾り（べにいろヒトデのかみかざり）
初登場回 - 映画第12作『人魚姫のなみだ』
海魔女のおばばが所持している紅色のヒトデ型の髪飾り。これを付けた人魚は人間になることができるが、魔力の心得のない者が使うとゴロンゴラが復活してしまう。また、復活したゴロンゴラを倒すために必要となる道具でもある。
ヘラ
初登場回 - TV第505話A「アンパンマンとやきそばパンマン」
やきそばパンマンが持っている2丁のヘラ。相手を叩き付けて一時戦意喪失させる「ヘラヘラチョップ」と、ブーメランのように投げてものを切断させる「ヘラヘラブーメラン」が必殺技。武器としてだけでなく、やきそばを作る際にも使用する。妹・やきそばかすも所持しており、兄の交換用のやきそばを作るのに使用する。これとは別に兄妹の写真が入ったペンダント型のものもある。
変身カード（へんしんカード）
初登場回 - TV第105話A「アンパンマンとへんしんカード」
ばいきん仙人が持っている、使用者が好きな姿に変身できるカード。これを使ってばいきんまんやドキンちゃんがドラゴンや鳥などに変身した。ただし、その効果は夕日が沈むまでで、それを過ぎるともとの姿に戻ってしまう。カードを吐き出すと元の姿に戻ることができる。変身中に気が散ってしまうと、思い通りのものに変身できないときもある。
変身玉（へんしんだま）
初登場回 - 映画第2作『ばいきんまんの逆襲』
ばいきん仙人が、メコイスの壺を手に入れようとするばいきんまんに渡した玉で、怪物に変身できる赤と緑の二つがある。なお、変身した姿で使える能力は三回までしか使えない。
星の杖（ほしのつえ）
初登場回 - TV第104話A「アンパンマンとキララちゃん」
キララちゃんが持っている魔法の杖。自由に星座を描き出したり、夜空の星を自在に操ったり光を強めたりすることができる。杖を失くすと夜空から星が消えてしまい、太陽が昇る前に見つけないと永久に星が戻らなくなってしまう。キララちゃん以外の者でも扱うことができるが、誤って隕石を呼び寄せてしまう危険性もある。キララ姫のスタースティックと似ているが異なる。

### ま行
巻き簀（まきす）
初登場回 - TV第46話「アンパンマンと鉄火のマキちゃん」
鉄火のマキちゃんとコマキちゃんの武器。ただ叩き付けるだけでなく、棒高跳びの棒のように高くジャンプしたり、横に回転させてバイキン光線や泥水を跳ね返したり、広げて盾代わりにすることができる。
まごころ草（まごころそう）
初登場回 - TV第300話「ロールパンナのひみつ」
ロールパンナの良い心の元になっている花。10年に1度咲くといわれる花で「人に優しく人に尽くす」力があるといわれている。
真っ白ブラシ（まっしろブラシ）
初登場回 - TV第3話A「アンパンマンとはみがきまん」
はみがきまんが虫歯になった人々に配っている歯ブラシ。これで歯を磨くとたちまち虫歯が治り、歯が真っ白になる。
魔法の編み棒（まほうのあみぼう）
初登場回 - 2009年TVスペシャル「がんばれクリームパンダ!クリスマスの冒険」
ニットさんとアミちゃんが持っている編み棒。編み物の国に生えている毛糸の木に向けて放り投げると独りでに動き、編み物を編んでくれる。天女の羽衣のように空を飛べるマフラーを編むこともできる。逆に一度編んだ物を元の毛糸に戻すことも可能。アミちゃんが持っていた物はホラーマンの手に渡ったことでばいきんまんに奪われそうになったが、編み物の国の住人にしか使うことができなかったため、アミキンマンを編むことを条件に彼女へ返された。
魔法道具
初登場回 - 映画第6作『リリカルマジカル☆まほうの学校』
魔女先生が大魔法を使う時の道具
魔法の杖（まほうのつえ）
魔女先生が大魔法を使う元。箒のように乗って空を飛ぶこともできる。失敗をやらかした生徒（主にリリカ）を殴るのにも使う。
魔法の本（まほうのほん）
大魔法の呪文が書かれた本。盗まれないように厳重に保管されている。普段は白紙だが、魔法の杖と鼻付眼鏡をかけることで呪文現れるようになる。
魔法の眼鏡
魔女先生が掛けている鼻付眼鏡。これを掛けることで魔法の本に書かれた呪文を読むことができる。
魔法の鏡（まほうのかがみ）
声 - 島本須美
初登場回 - 「アンパンマンとくろゆきひめ」
ばいきんまんが拾った鏡。この鏡に「世界で一番○○（強い、かっこいい、美しいなど）は誰？」と尋ねると、「それは○○（その人物の名前）です」と答える。認めない者には倒れることもある。なお、美しい人の場合は見た目のみならず心も美しくなければならないため、たとえ顔が変わっても答えは変わらない。
魔法の筆（まほうのふで）
初登場回 - 映画第9作同時上映『カレーパンマンとまほうのふで - ぼくらはヒーロー（Aパート）』
ばいきん仙人が持っている大きな筆。振り方によって様々な大きさのまっくろおばけを作り出すことが出来る。ドキンちゃんが字の練習をしたい、と偽ったばいきんまんにより悪用された。メロンパンナのメロメロパンチを筆に当てられ、巨大なまっくろおばけがバイキンUFOに衝突した隙に、トリプルパンチを喰らい、最後は仙人に封印された。
魔法の箒（まほうのほうき）
魔女のお婆さん、マゴマジョ、リリカなど魔女系のキャラクターが空を飛ぶために使用している。はみがきまんやらくがきこぞう等は自分の持ち物で飛行している。なお、リリカや魔法学校の生徒たちはこれで魔法を使う。また、リリカやマゴマジョの箒は時々暴走することがあり、特に後者はお世辞に弱いという欠点があったりコキンちゃんの涙に泣くなど生き物のような自我を持っている。
魔法の帽子（まほうのぼうし）
初登場回 - TV第18話A「アンパンマン まじょのくにへ」
魔女のお婆さんとマゴマジョの魔法の元。
魔法のロープ（まほうのロープ）
初登場回 - TV第106話B「アンパンマンとまほうのロープ」
魔術師のドロンガが持っているロープ。普段は短いが伸びたりいろんな形になることができる。形によっては空を飛ぶ事もできるが、長い時間は同じ形でいる事ができないという欠点がある。それを知らずばいきんまんが奪い、さらにドキンちゃんが横取りしたために彼女はあわや危険な思いをした。
マント
主にアンパンマンなど多くのキャラクターがつけている。空を飛べるものやそうでないものがある。汚れたり破れたりすると飛べなくなる。
水鉄砲（みずでっぽう）
主にばいきんまんが使用する。水や泥水を発射してアンパンマンの顔やマントを濡らすのに使用することが多い。バイキンメカに収納されていることも多い。
緑の玉（みどりのたま）
初登場回 - 映画第3作『とべ! とべ! ちびごん』
ドラゴン島にある美しい緑色の宝玉。ドラゴンを天へと導いてくれる。
虫歯棒（むしばぼう）
初登場回 - TV第140話B「アンパンマンとムシバキンマン」
ムシバキンマンが持っている槍。この槍に突かれた人の歯は虫歯の様な痛覚になる。その虫歯ははみがきまんの歯磨きでないと治せない。
めいろ棒（めいろぼう）
初登場回 - TV第91話A「アンパンマンとめいろんろん」
めいろんろんが持っているペロペロキャンディに似た魔法の棒。「めいろんろ〜ん!」と唱えながら振りかざすと巨大迷路を作り出すことができる（応用次第では、巨大ピンボールのような仕掛けを生み出すこともできる）。この棒がないとめいろんろんは空を飛ぶことができず、作った迷路を消すこともできない。
メガホン
主にばいきんまんとドキンちゃんが使用。「ロールパンナと氷の女王」ではばいきんまんがロールパンナにアンパンマンをやっつけるよう命令しようとしたが、これが原因でばいきんまんの作戦がバレてしまった（ばいきんまん本人は耳打ちのつもりだったが、アンパンマンとロールパンナに指摘されるまで気づいていなかった）。
メコイスの壺（メコイスのつぼ）
初登場回 - 映画第2作『ばいきんまんの逆襲』
不思議な力が封じ込められている魔法の壺。荒れ果てた世界を美しく作り変えたり、最強の大魔王に変身させたりすることができる。キラキラの涙と同様、善悪両方に使える。
もみじスティック
初登場回 - TV第450話B「アンパンマンともみじの国」
もみじ王子が持っている紅葉の剣。「もみもみもみじ、もみもみじ〜」と唱えながら振ると山や森の木の葉を赤や黄色に染めることができる。

### や行
ヤミラの剣（ヤミラのけん）
初登場回 - 映画第10作『てのひらを太陽に』
光の剣。シャイン王子が封印されていた。
勇気の花（ゆうきのはな）
初登場回 - TV第39話B「アンパンマンとゆうきのはな」
アンパンマンの勇気の源になっているエキスが採れる花。死神山の山頂で大量に咲いている。この花のエキスを注がれることで「元気100倍」のアンパンマンになるが、注がれない場合は「元気3倍」になってしまう。ジャムおじさん曰く、このエキスは「勇気」そのものではなく、自身が本来心に持っている勇気を増幅させる役割を担うものである。
雪降り棒（ゆきふりぼう）
初登場回 - TV第127話B「アンパンマンと雪の天使フルフル」
雪の天使フルフルが持っている棒状の道具。振ると雪を降らせることができる。フルフルにしか扱えない。

### ら行
らくがき筆（らくがきふで）
初登場回 - TV第4話A「アンパンマンとらくがきこぞう」
らくがきこぞうが大事にしている大きな絵筆。この絵筆に跨ると空を飛ぶことができる。ばいきんまんやらくがきこぞう曰く、この絵筆を持つと落書きが悪いことだと分かっていても無意識に落書きをしたくなってしまう。初登場回では燃やされてしまったが、のちに登場した時は直したのか新しいものを作ったのかは不明だが、これと同様の筆が登場していた。
ローソク砲（ローソクほう）
初登場回 - 2005年TVスペシャル「アンパンマンのジンジンジングルベル」
ばいきんまんに騙されてローソク島を襲おうとしたなだれおにに対し、ローソク島の住人が使用した大砲。ろうそく型の砲弾を撃ち出す。
ロールリボン
初登場回 - TV第300話「ロールパンナのひみつ」
ロールパンナが装備している、柄の先に付いたリボン。見た目は新体操用に近い。このリボンは伸縮自在で、岩を粉砕する等と非常に高い威力を誇る。ブラック状態に限り、リボンから電撃のようなものを流し、縛り付けた相手を石化させる能力が使える（電撃そのものは良い心の状態でも使うことができる）。ロールパンナは普段は一本を装備するが二本所持している場合もあり、両手持ちで戦うこともある。
ロボットトナカイ
初登場回 - 2001年TVスペシャル「アンパンマンとちいさなサンタのクリスマス」
サンタジュニア三兄弟がクリスマスプレゼントを運ぶときに使うトナカイ型のロボット。ラジコン操作で三兄弟のソリを引いたり空を飛んだりする。

### わ行
わんこちゃんの蓋（わんこおちゃんのふた）
初登場回 - TV第1385話A「かまめしどんとわんこちゃん」
普段はわんこちゃんが被っているが、ばいきんまんに襲われその拍子で蓋を落としたかまめしどんが代用として被ったこともあった。なお、被っている間はわんこちゃんのように照れ屋になる代わりにわんこちゃんを守るために必死になる。